# Быстрица (приток Вятки)
Бы́стрица — река в Кировской области, левый приток Вятки (бассейн Волги). Устье находится в 626 км по левому берегу. Длина реки — 166 км. Площадь водосборного бассейна — 3740 км².
Исток находится у села Верхобыстрица (Верхобыстрицкое сельское поселение Кумёнского района). Река течёт на северо-запад. Верхнее течение находится в Кумёнском районе, в среднем течении протекает по территории Кирово-Чепецкого и Оричевского районов, а также муниципального образования «Город Киров», причём длительное время образует границу Оричевского района с Кирово-Чепецким районом и муниципальным образованием «Город Киров». Впадает в Вятку в Орловском районе выше деревни Скозырята (Кузнецовское сельское поселение). Ширина реки у устья около 45 метров.
На реке расположены многочисленные населённые пункты, крупнейшие из них: посёлок городского типа Стрижи; сёла Верхобыстрица, Вожгалы (центр Вожгальского сельского поселения), Быстрица (центр Быстрицкого сельского поселения); посёлки Торфяной и Речной (центр Речного сельского поселения)
Общее падение — 107 м. Средний максимальный уровень воды — 534 см, средний минимальный — около 100. Средний расход воды — 22,1 м³/с. Уклон реки — 0,64 м/км.

## Населённые пункты от истока к устью
- д. Верхобыстрица
- с. Вожгалы
- д. Вичевщина
- п. Речной
- п. Стрижи
- д. Студенец
- д. Подборные
- п. Торфяной
- д. Башарово
- с. Быстрица

## Притоки (км от устья)
- 40 км: река Шиям (пр)
- 46 км: река Снигиревка (лв)
- река Рыбиха (пр)
- река Оброчная (пр)
- 57 км: река Черкасовка (лв)
- река Язевка (пр)
- река Шмелиха (лв)
- река Губошиха (пр)
- река Мурзиха (пр)
- 76 км: река Ивкина (лв)
- река Греховица (пр)
- река Слуда (лв)
- река Андреевка (лв)
- 101 км: река Большая Кумёна (лв)
- река Песчанка (лв)
- река Бодровка (лв)
- река Ямное (лв)
- 125 км: река Кырмыжка (лв)
- река Ключевка (лв)
- река Плешивка (пр)
- река Лебёдка(лв)
- 151 км: река Илеть (в водном реестре — без названия, пр)
- 154 км: река Лыстан (лв)
- река Чернушка (лв)
- река Коноплянка (лв)

## Данные водного реестра

Бассейн Вятки

По данным государственного водного реестра России относится к Камскому бассейновому округу, водохозяйственный участок реки — Вятка от города Киров до города Котельнич, речной подбассейн реки — Вятка. Речной бассейн реки — Кама.
Код объекта в государственном водном реестре — 10010300312111100034556.